# 师庄东岳庙
师庄东岳庙位于山西省临汾市洪洞县堤村乡师庄村，北侧为东岳大帝宫殿，供奉东岳大帝，正对戏台，两侧有关二爷殿、龙王殿和水仙圣母殿。庙会在农历三月二十八日。2021年8月4日，师庄东岳庙公布为第六批山西省文物保护单位。